# 코리스토카르푸스과
코리스토카르푸스과(Choristocarpaceae)는 갈조류과의 하나로 디스코스포란기움목(Discosporangiales)의 유일한 과이다. 이 과는 2속 2종으로 이루어져 있다.

## 하위 속
- 코리스토카르푸스속 (Choristocarpus)
- 디스코스포란기움속 (Discosporangium)